# Lemuy (Francia)
 Lemuy  es una población y comuna francesa, situada en la región del Franco Condado, departamento de Jura, en el distrito de Lons-le-Saunier y cantón de Salins-les-Bains.

## Demografía
| 288 | 273 | 294 | 306 | 291 | 264 |
| Para los censos de 1962 a 1999 la población legal corresponde a la población sin duplicidades (Fuente: INSEE [Consultar]) |     |     |     |     |     |